# Ernst Konrad Holtzendorff
Ernst Konrad Holtzendorff (* 27. September 1688 in Berlin; † 17. Februar 1751 auf Gut Colbitz) war der erste Generalchirurg der Preußischen Armee.

## Leben
Holtzendorff war der Sohn eines Hofrats und Hofratspräsidenten in Berlin.
Er wurde Regiments-Feldscher der königlichen Garde und kam 1706 mit ihr nach Brabant. 1707 wurde er nach Italien, Frankreich, der Schweiz und Deutschland auf Reisen geschickt, um sich weiterzubilden.
Auf seine Initiative hin wurde 1713 das Berliner Anatomische Theater errichtet. Es befand sich im Gebäude am Spandauer Tor und wurde 1714 in ein staatliches Militär- und Zivilkrankenhaus umgewandelt. 1716 wurde er zum Direktor der Chirurgie und Mitglied der Akademie der Wissenschaften und Leibchirurg des Königs.
1719 konnte er König Friedrich Wilhelm I. von einem schweren Leiden befreien. Die so entstandenen Kontakte ermöglichten es ihm, die Ausbildung von Militärärzten zu verbessern. So wurden Ärzte auf Staatskosten ins Ausland geschickt, um ihre Kenntnisse zu erweitern. 1724 wurde dann aus dem Theatrum Anatomicum das Collegium medico-chirurgicum. Im gleichen Jahr wurde er als auswärtiges Mitglied in die Königlich Preußische Sozietät der Wissenschaften aufgenommen.
1728 wurde Holtzendorff Verwalter des Hochstiftes Lübbecke bei Minden.
Holtzendorff führte viele moderne Elemente in die Ausbildung ein. Nach der Grundausbildung kamen die künftigen Ärzte in die Berliner Charité, wo sie unter Aufsicht von erfahrenen Ärzten arbeiteten sowie auch mit Anatomie und Theorie vertraut gemacht wurden.
Mit dem Beginn des Ersten Schlesischen Krieges trat er in den Ruhestand, Nachfolger in der Stelle des Generalchirurgen wurde J.H. Bouness.

## Familie
Holtzendorff war mit Barbara Cecillie, geborene von Senneville verheiratet. Der spätere Generalmajor Georg Ernst war sein Sohn.